# Wilhelm Finck von Finckenstein
Wilhelm Leopold Friedrich Graf Finck von Finckenstein (* 6. August 1792 in Drehnow; † 26. November 1877 in Berlin) war ein preußischer Generalleutnant.

## Leben

### Herkunft
Wilhelm entstammte der brandenburgischen Linie des Uradelsgeschlechts Finck von Finckenstein. Er war der Sohn des Herrn auf Drehnow Wilhelm Franz Albrecht Graf Finck von Finckenstein (1748–1828) und dessen Ehefrau Ulrike Sophie, geborene Gräfin Finck von Finckenstein (1755–1819).

### Militärkarriere
Finckenstein trat am 1. April 1812 in das Regiment der Gardes du Corps der Preußischen Armee ein, avancierte bis Mitte Februar 1813 zum Sekondeleutnant und nahm während der Befreiungskriege an den Schlachten bei Großgörschen, Dresden, Kulm sowie Leipzig teil. Nach dem Krieg stieg er bis Januar 1824 zum Rittmeister und Chef der 6. Kompanie auf. Als Major wurde Finckenstein im April 1842 etatsmäßiger Stabsoffizier und König Friedrich Wilhelm IV. ernannte ihn am 24. August 1843 zu seinem Flügeladjutanten. Am 30. März 1844 erfolgte seine Beförderung zum Oberstleutnant. Unter Belassung in seiner Stellung als Flügeladjutant beauftragte man Finckenstein vom 23. Mai bis zum 31. August 1845 zunächst mit der Führung des 1. Garde-Ulanen-Regiments und anschließend mit der Führung des Regiment der Gardes du Corps. Am 13. Januar 1846 wurde er zum Regimentskommandeur ernannt und am 27. März 1847 zum Oberst befördert. Daran schloss sich ab dem 14. Dezember 1848 eine Verwendung als Kommandeur der 2. Garde-Kavallerie-Brigade an. Finckenstein nahm am 10. Mai 1851 seinen Abschied als Generalmajor mit Pension.
Nach seiner Verabschiedung war er von Februar 1852 bis März 1855 Mitglied der General-Ordens-Kommission. Anlässlich der Krönungsfeierlichkeiten von Wilhelm I. erhielt Finckenstein 1861 den Roten Adlerorden II. Klasse mit Eichenlaub. Der König verlieh ihm außerdem am 28. April 1863 den Charakter als Generalleutnant sowie am 23. Dezember 1866 das Komturkreuz des Königlichen Hausordens von Hohenzollern.
Finckenstein war Ehrenritter des Johanniterordens sowie Besitzer der Rittergüter Trebichow und Heidenau im Kreis Crossen. Er verstarb unverheiratet in Berlin.